# Liste der Wappen in Lousada
Die Liste der Wappen in Lousada zeigt die Wappen der Freguesias des portugiesischen Kreises Lousada.

## Município de Lousada

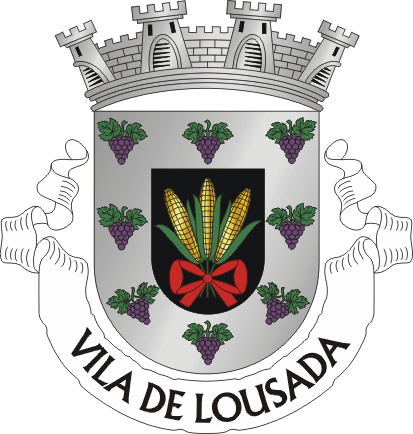
Lousada
Lage von Lousada in Portugal

## Wappen der Freguesias

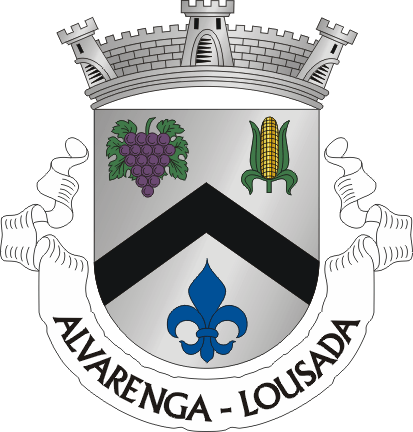
Freguesia Alvarenga
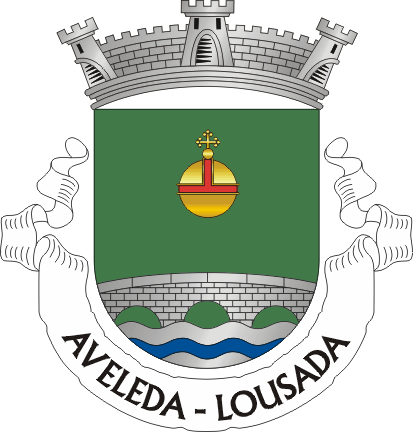
Freguesia Aveleda
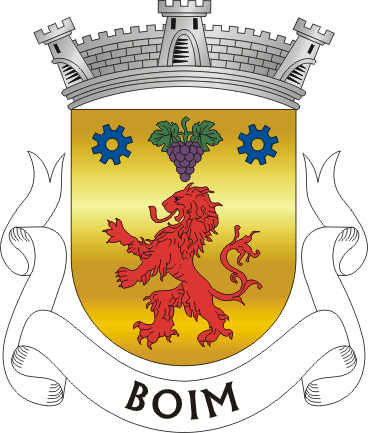
Freguesia Boim
Freguesia Caíde de Rei
Freguesia Casais
Freguesia Cernadelo
Freguesia Covas
Freguesia Cristelos
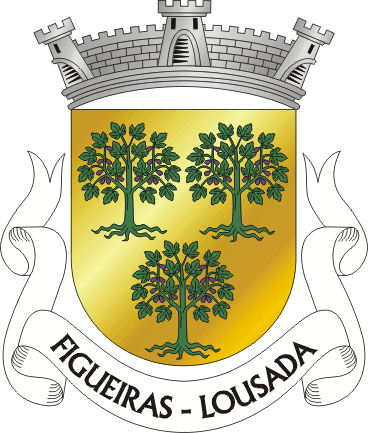
Freguesia Figueiras
Freguesia Lodares
Freguesia Lustosa
Freguesia Macieira
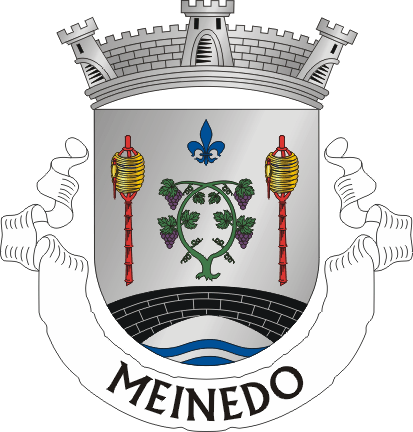
Freguesia Meinedo
Freguesia Nespereira
Freguesia Nevogilde
Freguesia Nogueira
Freguesia Ordem
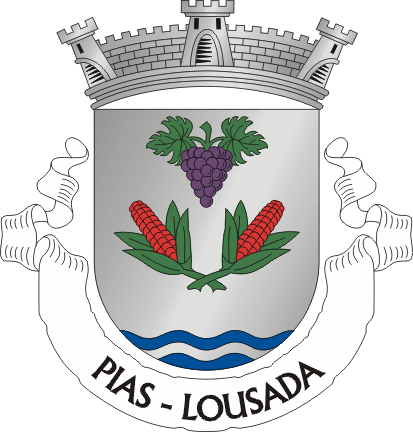
Freguesia Pias
Freguesia Santa Margarida de Lousada
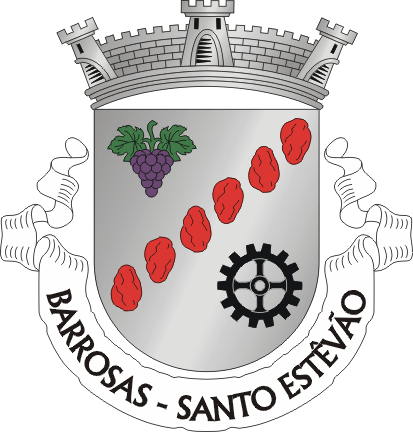
Freguesia Santo Estêvão de Barrosas
Freguesia São Miguel de Lousada
Freguesia Silvares
Freguesia Sousela
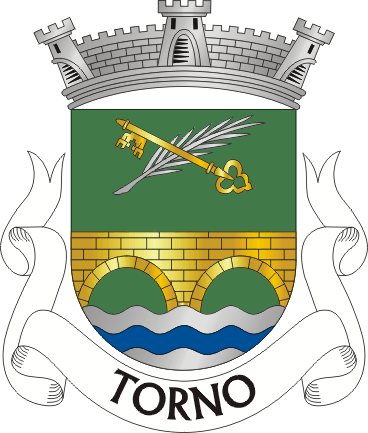
Freguesia Torno
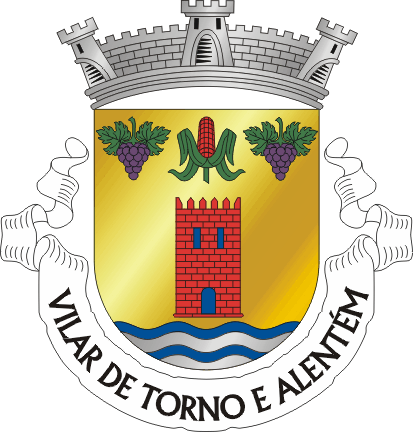
Freguesia Vilar do Torno e Alentém